# Iračko-jordanska granica
Granica Iraka i Jordana duga je 179 km, a proteže se od tromeđe sa Sirijom na sjeveru do tromeđe sa Saudijskom Arabijom na jugu.

## Opis
Granica započinje na sjeveru u tromeđi sa Sirijom i nastavlja se prema jugu nizom od šest ravnih linija, sve do tromeđe sa Saudijskom Arabijom. Iračka zračna baza Ruwayshid leži neposredno uz granicu.

## Povijest
Početkom 20. stoljeća Osmansko carstvo nadziralo je današnji Jordan i Irak, a unutrašnjost južnije sastojala se od labavo organiziranih arapskih grupacija, povremeno formirajući emirate, od kojih su najistaknutiji bili Emirat Nedžd i Hasa pod vlašću obitelji Saud. Tijekom Prvog svjetskog rata, arapski ustanak, koji je podržala Velika Britanija, uspjela je ukloniti Osmanlije s većine Bliskog istoka. Kao rezultat tajnog anglo-francuskog sporazuma Sykes-Picot iz 1916. godine Britanija je stekla kontrolu nad osmanskim vilajetima Mosula, Bagdada i Basre, koje je organizirala u mandat Iraka 1920. godine, a također i nad južnom polovicom vilajeta Sirije (otprilike, današnji zapadni Jordan). Na ovo potonje područje posezali su Velika Britanija, novoformirano Arapsko kraljevstvo Sirije, cionisti u mandatu Palestine i Saudijske Arabije, novo kraljevstvo Ibn Sauda, što je rezultiralo turbulentnim razdobljem u kojem je regija u osnovi bila neupravljeni prostor. Na kraju je 1921. Britanija proglasila mandat nad regijom, stvarajući Transjordanski emirat, pod poluautonomnom vlašću kralja Abdullaha I.
Tada se nije povukla precizna granica između mandata Irak i Transjordanu.  Mjesto istočne granice između Transjordanije i Iraka smatralo se strateškim s obzirom na predloženu izgradnju onoga što je kasnije postalo naftovod Kirkuk – Haifa. Granica je prvi put postavljena 2. prosinca 1922. godine, u protokolu iz Uqaira, ugovoru između Iraka i Nedžda, u kojem Transjordan nije bila stranka. U protokolu je zapadni kraj granice Irak-Nedžd opisan kao Džebel Anazan smješten u susjedstvu raskrižja 32° sjeverne širine i 39° istočne dužine gdje je završavala granica Irak-Nadžd", čime je to implicitno potvrđeno kao točka na kojoj je granica Irak-Nedžd postala granica Transjordan-Nedžd. To je uslijedilo nakon prijedloga T.E. Lawrencea u siječnju 1922. da se Transjordanija proširi tako da uključuje Wadi Sirhan čak na jug do al-Jaufa, kako bi se zaštitio put Britanije do Indije i udaljio Ibn Saud.
Sjeverna granica Iraka i Jordana s francuskim mandatom Sirije utvrđena je u razdoblju 1920. – 1923. sporazumom Paulet-Newcombe. Na kraju je razmjenom nota između Britanaca i kralja Abdullaha u srpnju kolovoza 1932. povučena jednostavna pravocrtna granica.
Granica iz 1932. revidirana je 1984. godine, stvarajući današnju granicu koja se sastoji od šest ravnih crta.

## Granični prijelazi
- Granični prijelaz Karameh

## Poveznice
- Iračko-jordanski odnosi